# São José (Recife)

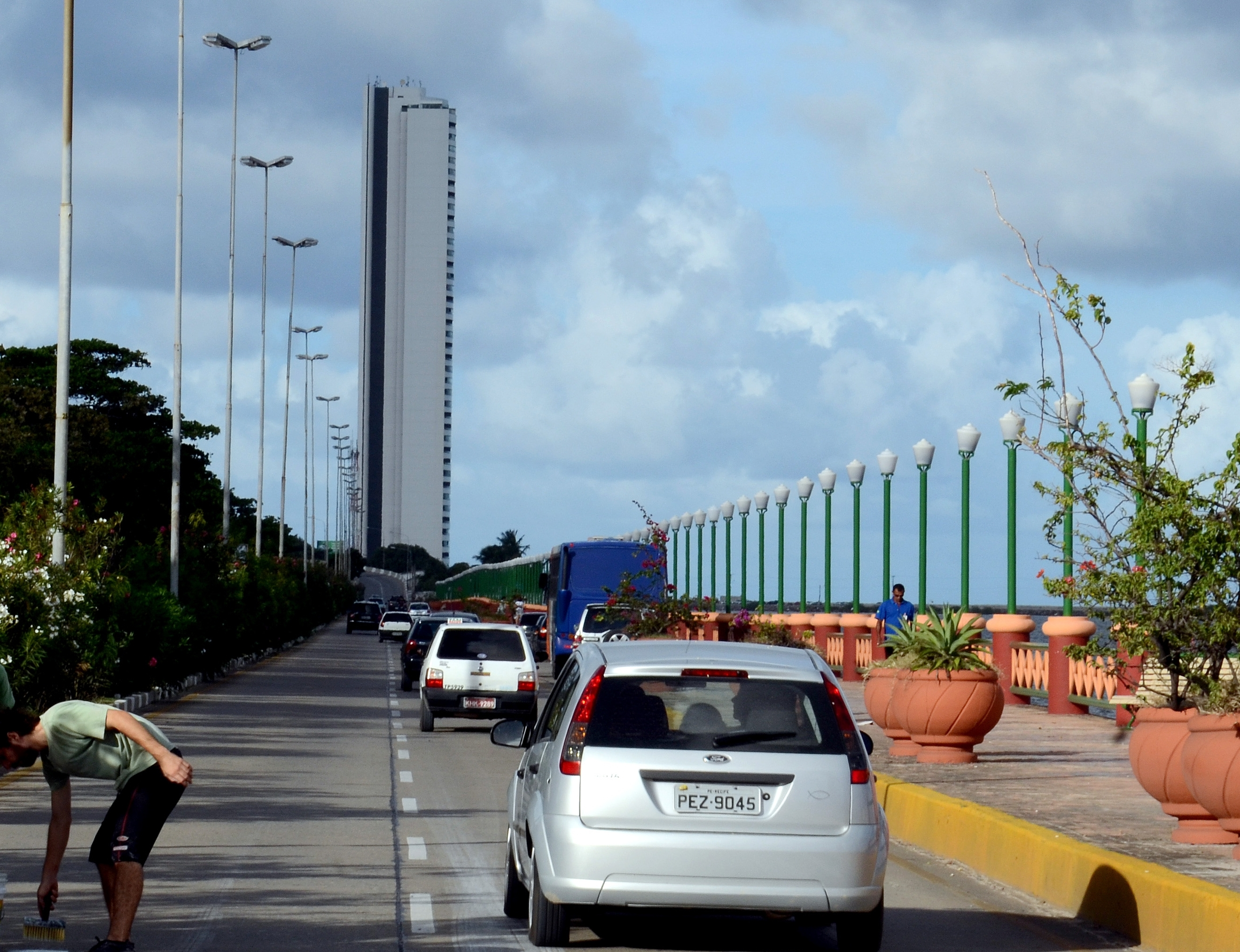
Cais José Estelita, no bairro de São José.

São José é um bairro da cidade do Recife, em Pernambuco integra a 1ª Região Político-Administrativa do Recife (RPA-1), no centro da cidade. Divide, com os bairros de Santo Antônio, Cabanga e Ilha Joana Bezerra a Ilha de Antônio Vaz, compondo a Ilha de Antônio Vaz.
É constituído de edificações antigas, becos, ruas estreitas, todos cheios de cenários, configurando parte do Recife antigo.
Foi no bairro de São José onde surgiram algumas famosas agremiações carnavalescas, entre elas o Bloco Carnavalesco Misto Batutas de São José, a Escola de Samba Estudantes de São José e o Clube de Máscaras Galo da Madrugada.

## Edificações
No bairro de São José estão edificados:
- Cais José Estelita
- Mercado de São José
- Forte das Cinco Pontas
- Igreja Matriz de São José
- Igreja Basílica de Nossa Senhora da Penha
- Igreja de Nossa Senhora do Terço no Pátio do Terço
- Igreja de Santa Rita de Cássia
- Igreja de São José do Ribamar
- Museu do trem
- Estação Central de Metrô do Recife

## Demografia
- Área territorial: 326 ha.
- População:8.688 habitantes [nota 1]
  - Masculina:4.191
  - Feminina: 4.497

Densidade demográfica: 26,62 hab./ha.